# Lepra (porost)
Lepra Scop. – rodzaj grzybów z rodziny otwornicowatych (Pertusariaceae). Ze względu na symbiozę z glonami zaliczany jest do porostów.

## Systematyka i nazewnictwo
Pozycja w klasyfikacji według Index Fungorum: Pertusariaceae, Pertusariales, Ostropomycetidae, Lecanoromycetes, Pezizomycotina, Ascomycota, Fungi.
Takson ten wprowadził do systematyki Giovanni Antonio Scopoli w 1777 r. Synonimy:
- Marfloraea S.Y. Kondr., Lőkös & Hur 2015
- Pertusaria subgen. Variolaria Erichsen 1935
- Variolaria Pers. 1794[3].

## Gatunki występujące w Polsce
- Lepra albescens (Huds.) Hafellner 2016 – tzw. otwornica zwyczajna
- Lepra amara (Ach.) Hafellner 2016 – tzw. otwornica gorzka
- Lepra aspergilla (Ach.) Hafellner 2016 – tzw. otwornica szara
- Lepra corallina (L.) Hafellner 2016 – tzw. otwornica koralowata
- Lepra melanochlora (DC.) Hafellner 2016 – tzw. otwornica pyszna
- Lepra multipuncta (Turner) Hafellner 2016 – tzw. otwornica kropkowana
- Lepra schaereri (Hafellner) Hafellner 2016 – tzw. otwornica Schaerera
- Lepra trachythallina (Erichsen) Lendemer & R.C. Harris 2017 – tzw. otwornica gładsza

Nazwy naukowe na podstawie Index Fungorum. Nazwy polskie według W. Fałtynowicza. Są niespójne z aktualną nazwą naukową, gdyż nadał je, gdy gatunki te zaliczane były do rodzaju Pertusaria.